# زاوية سيدي منصور
زاوية سيدي منصور هي زاوية من زوايا مدينة تونس العتيقة، تقع بالحجّامين، بربض باب الجزيرة جنوب المدينة.

## الموقع
تقع الزّاوية بنهج سيدي منصور، بالقرب من باب الفلة.

## التّسمية
سُمّيت بذلك نسبة إلى  الولي الصالح سيدي منصور أبودالية.

## التّاريخ
كان سيدي منصور ينتمي إلى الأدارسة،أصيل مدينة فاس. قدم إلى تونس في القرن الخامس عشر ميلادي وتوفي ودُفن بقفصة  سنة 850 هجري.